# ZTE Nubia Z5
De ZTE Nubia Z5 is een high-end-phablet van de Chinese fabrikant ZTE. Het toestel wordt geleverd met Android-versie 4.0. De phablet wordt op de Chinese markt uitgebracht en is verkrijgbaar in het zwart en in het wit.
De Nubia Z5 heeft een schermdiagonaal van 5 inch en behoort daarmee tot de phablets, een categorie gelegen tussen de smartphones en de tablets. Het grote scherm heeft een touchscreen HD-resolutie van 1080p. De Z5 draait op een quadcore-processor van 1,5 GHz met een werkgeheugen van 2 GB. Aan de achterkant van de phablet bevindt zich een 13 megapixelcamera.